# Georgia (tipografia)
 Georgia  és una família tipogràfica amb serifa de transició dissenyat el 1993 per Matthew Carter per Microsoft Corporation. Està dissenyada per a una major claredat en monitor fins i tot en mides petites, particularment a causa d'una major altura de la x. La tipografia rep el nom per una prova de tabloide d'un encapçalament trobat a l'estat de Geòrgia als Estats Units. El nom de la tipografia Georgia és una marca registrada de Microsoft.
La tipografia Georgia comparteix moltes semblances amb Times New Roman, encara que Georgia és perceptiblement més gran que Times en la mateixa mida de font. Els caràcters de Times New Roman són una mica més estrets, i té un eix més vertical. Quan un compensa les diferències de la mida i desatén les diferències en la compressió i l'espaiat, les diferències restants són mínimes. Bàsicament, els serifs de la Georgia són lleugerament més amples i amb extrems més embotits, més plans. Molts letterforms en la inspecció inicial són difícils perquè un principiant distingeixi entre Georgia i Times New Roman.
Juntament amb Hoefler Text i FF Scala, és una de les poques tipografies d'ús comú amb extensió, o "vell estil", els números (també anomenats les figures de text), que es dissenyen per complementar el text en minúscules sense la interrupció de la textura total la línia de desenvolupament de les figures. Això pot presentar algunes dificultats com en mostrar números a la disposició de columna, ja que les figures no són d'espai fix.
Georgia forma part del paquet base de fonts per Web i està instal·lada per defecte en els ordinadors basats en Mac OS i Windows. Ha trobat un ús popular com tipografia serif alternativa a la Times New Roman.